# Liste der denkmalgeschützten Objekte in Haibach ob der Donau
Die Liste der denkmalgeschützten Objekte in Haibach ob der Donau enthält die 4 denkmalgeschützten, unbeweglichen Objekte der Gemeinde Haibach ob der Donau in Oberösterreich (Bezirk Eferding).

## Denkmäler
| Foto |                 | Denkmal                                                      | Standort                                   | Beschreibung | Metadaten |
| ---- | --------------- | ------------------------------------------------------------ | ------------------------------------------ | --- | --- |
| ja   | Datei hochladen | Ruine Stauff HERIS-ID: 8390 Objekt-ID: 4344                  | Hinterberg 8, südlich Standort KG: Haibach | Die Burg Stauf, eine mittelalterliche Höhenburg, wurde im 12. Jahrhundert errichtet und durch einen Brand im 16. Jahrhundert zerstört. | BDA-Hist.: Q1015526 Status: Bescheid Stand der BDA-Liste: 2025-06-30 Name: Ruine Stauff GstNr.: .101 Burgruine Stauf                                             |
| ja   | Datei hochladen | Kath. Filialkirche St. Nikola HERIS-ID: 8388 Objekt-ID: 4342 | Inzell Standort KG: Mannsdorf              | Die romanische Filialkirche St. Nikola in Inzell wurde 1155 errichtet.                                                                 | BDA-Hist.: Q38003410 Status: § 2a Stand der BDA-Liste: 2025-06-30 Name: Kath. Filialkirche St. Nikola GstNr.: .70 Filialkirche St. Nikola, Inzell                |
| ja   | Datei hochladen | Kath. Pfarrkirche hl. Ulrich HERIS-ID: 8387 Objekt-ID: 4341  | Kirchenplatz Standort KG: Haibach          | Die Pfarrkirche Haibach ob der Donau ist im Kern gotisch und wurde später umfassend barockisiert.                                      | BDA-Hist.: Q23541681 Status: § 2a Stand der BDA-Liste: 2025-06-30 Name: Kath. Pfarrkirche hl. Ulrich GstNr.: .1                                                  |
| ja   | Datei hochladen | Römisches Kastell Schlögen HERIS-ID: 8389 Objekt-ID: 4343    | Flur Schlögen Standort KG: Mannsdorf       | Das Kleinkastell in Schlögen war Teil der Sicherungsanlagen des römischen Donaulimes.                                                  | BDA-Hist.: Q1746891 Status: Bescheid Stand der BDA-Liste: 2025-06-30 Name: Römisches Kastell Schlögen GstNr.: 2587, 2583, 2588/1, 2586, 2584 Schlögen Roman fort |